# Lunda Sul

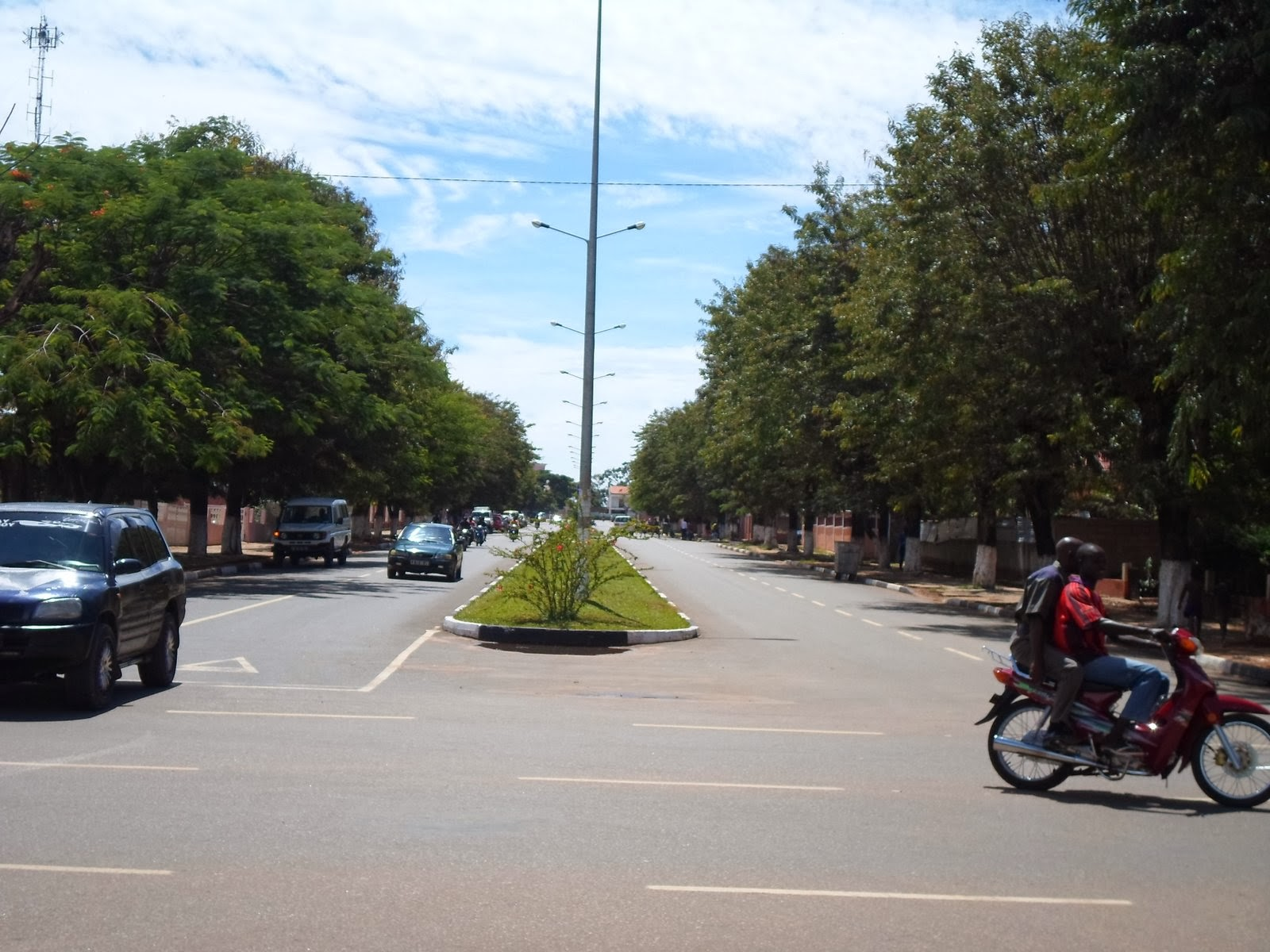
Landsväg i Lunda Sul

Lunda Sul är en provins i östra Angola med en yta på 77 637 km² och omkring 125 000 invånare. Delstatens huvudstad är Saurimo.